# Емилиан (Пападимитриу)
Митрополит Емилиан (греч. Μητροπολίτης Αιμιλιανός в миру Константин Пападимитриу греч. Κωνσταντίνος Παπαδημητρίου; 1892, Бандырма, Османская империя — 6 декабря 1946, Хейбелиада, Турция) — епископ Константинопольской православной церкви, митрополит Филадельфийский (1936—1946).

## Биография
Родился в 1892 году в Панормосе (ныне Бандырма) в Османской империи.
В 1915 году окончил Халкинскую богословскую школу и был хиротонисан во иеродиакона. Служил в Гревенской митрополии, а позднее в Константинопольской патриархии.
В 1927 году стал Великим протосинкелом.
17 августа 1928 года состоялась его архиерейская хиротония в сан титулярного епископа Милетского.
В мае 1931 года был назначен архиграмматеасом Священного синода, а в марте 1932 года — ректором (схоларом) Халкинской богословской школы в должности которого оставался до ноября 1942 года.
3 сентября 1936 года был избран митрополитом Филадельфийским.
Скончался 6 декабря 1946 года на Хейбелиаде.